# Charles Collette
Pour les articles homonymes, voir Collette (homonymie).
Charles Henry Collette, né le 29 juillet 1842 et mort le 10 février 1924, est un écrivain, acteur et compositeur britannique, connu particulièrement pour son important travail dans les comédies. Il a fondé sa propre troupe et a, durant plusieurs années, joué la pièce The Colonel.